# Elmore, Minnesota
Elmore là một thành phố thuộc quận Faribault, tiểu bang Minnesota, Hoa Kỳ. Năm 2010, dân số của thành phố này là 663 người.

## Dân số
- Dân số năm 2000: 735 người.
- Dân số năm 2010: 663 người.